# Israel Jiménez
Israel Sabdi Jiménez Nañez (Monterrey, 13 agosto 1989) è un ex calciatore messicano, di ruolo difensore.

## Statistiche

### Cronologia presenze e reti in nazionale
| Cronologia completa delle presenze e delle reti in nazionale ― Messico | Cronologia completa delle presenze e delle reti in nazionale ― Messico | Cronologia completa delle presenze e delle reti in nazionale ― Messico | Cronologia completa delle presenze e delle reti in nazionale ― Messico | Cronologia completa delle presenze e delle reti in nazionale ― Messico | Cronologia completa delle presenze e delle reti in nazionale ― Messico | Cronologia completa delle presenze e delle reti in nazionale ― Messico | Cronologia completa delle presenze e delle reti in nazionale ― Messico |
| Data                                                                   | Città                                                                  | In casa                                                                | Risultato                                                              | Ospiti                                                                 | Competizione                                                           | Reti                                                                   | Note                                                                   |
| ---------------------------------------------------------------------- | ---------------------------------------------------------------------- | ---------------------------------------------------------------------- | ---------------------------------------------------------------------- | ---------------------------------------------------------------------- | ---------------------------------------------------------------------- | ---------------------------------------------------------------------- | ---------------------------------------------------------------------- |
| 25-1-2012                                                              | Houston                                                                | Messico                                                                | 3 – 1                                                                  | Venezuela                                                              | Amichevole                                                             | -                                                                      |                                                                        |
| 27-5-2012                                                              | New York                                                               | Messico                                                                | 2 – 0                                                                  | Galles                                                                 | Amichevole                                                             | -                                                                      | 89’                                                                    |
| 3-6-2012                                                               | Arlington                                                              | Brasile                                                                | 0 – 2                                                                  | Messico                                                                | Amichevole                                                             | -                                                                      | 87’                                                                    |
| 7-9-2012                                                               | San José                                                               | Costa Rica                                                             | 0 – 2                                                                  | Messico                                                                | Qual. Mondiali 2014                                                    | -                                                                      | 37’                                                                    |
| 12-10-2012                                                             | Houston                                                                | Guyana                                                                 | 0 – 5                                                                  | Messico                                                                | Qual. Mondiali 2014                                                    | -                                                                      | 57’                                                                    |
| 17-7-2013                                                              | Los Angeles                                                            | Messico                                                                | 1 – 2                                                                  | Panama                                                                 | Gold Cup 2013 - 1º turno                                               | -                                                                      |                                                                        |
| 4-9-2015                                                               | Salt Lake City                                                         | Messico                                                                | 3 – 3                                                                  | Trinidad e Tobago                                                      | Amichevole                                                             | -                                                                      |                                                                        |
| 8-9-2015                                                               | Arlington                                                              | Messico                                                                | 2 – 2                                                                  | Argentina                                                              | Amichevole                                                             | -                                                                      |                                                                        |
| 13-10-2015                                                             | Toluca                                                                 | Messico                                                                | 1 – 0                                                                  | Panama                                                                 | Amichevole                                                             | -                                                                      |                                                                        |
| 10-2-2016                                                              | Miami                                                                  | Messico                                                                | 2 – 0                                                                  | Senegal                                                                | Amichevole                                                             | -                                                                      | 68’                                                                    |
| Totale                                                                 |                                                                        | Presenze                                                               | 10                                                                     |                                                                        | Reti                                                                   | 0                                                                      |                                                                        |

## Palmarès

### Club
- Campionato messicano: 1

Tigres UANL: Apertura 2015
- Campeón de Campeones: 1

Tigres UANL: 2017

### Nazionale
- Oro olimpico: 1

Londra 2012